# Camogie

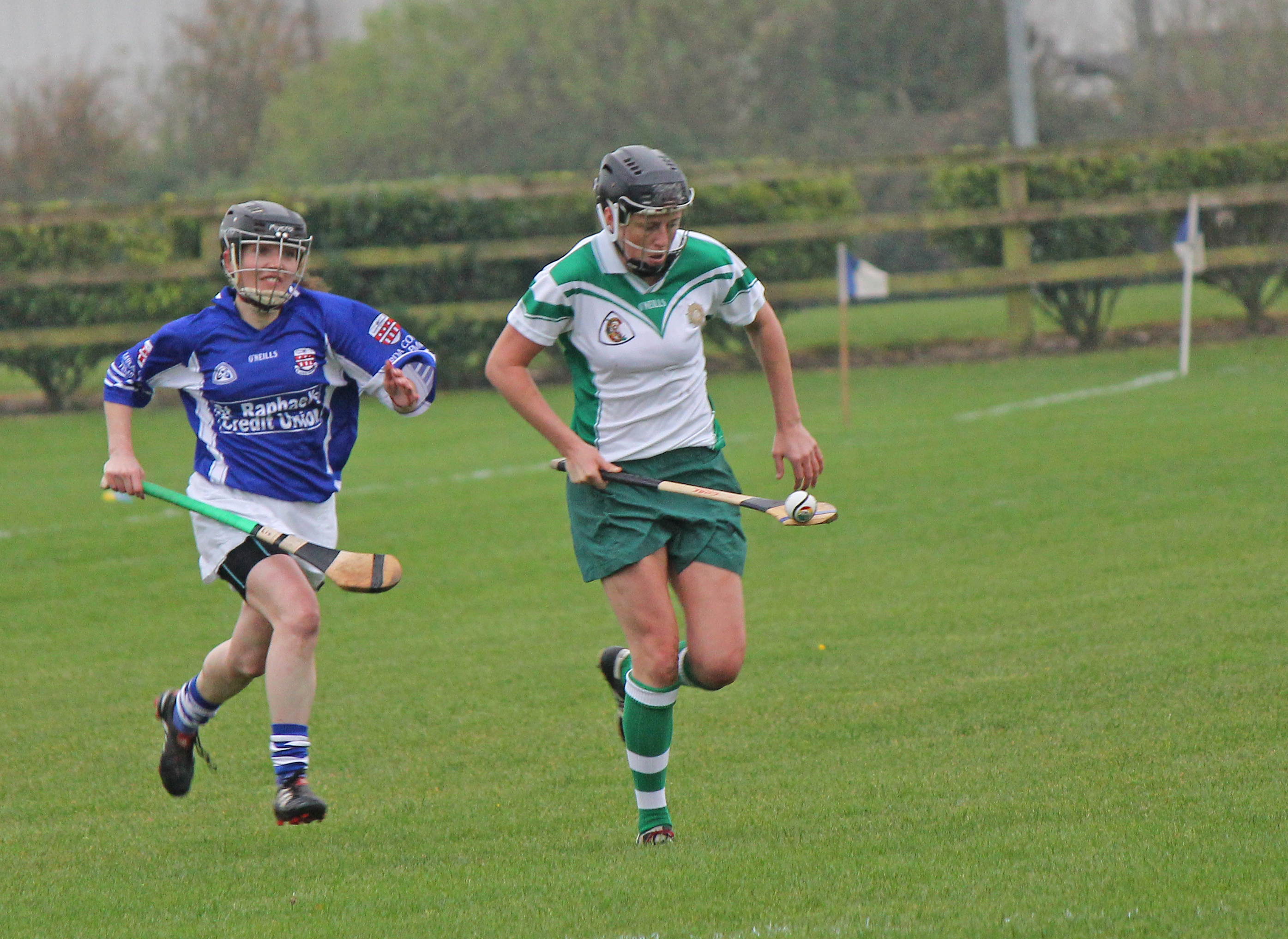

Camogie (irisch: Camógaíocht), manchmal auch als Frauenhurling bezeichnet, ist ein irisches Mannschaftsspiel. Das Spiel hat fast die gleichen Regeln wie Hurling, daher der Name. Das Spiel wird hauptsächlich von irischen Frauen und Mädchen gespielt. 
Camogiespieler benutzen einen als Hurley bezeichneten Schläger, um einen Sliotar genannten Ball in das Tor des Gegners zu treiben oder einem Mitspieler zuzuspielen. Spielerinnen dürfen den Ball fangen und bis zu vier Schritte mit dem Ball laufen, bevor er abgegeben werden muss. Punkte werden an einem H-förmigen Tor an der Auslinie der Gegenmannschaft erzielt. Ein Tor (unter der Latte im H) bringt drei Punkte, ein Tor (über die Latte) bringt einen Punkt. Camogiespiele werden auf einem Feld von einer Länge zwischen 130 und 145 Metern und einer Breite von 80 bis 90 Metern ausgetragen (etwas größer als ein Fußballfeld).
Camogie gibt es seit 1904, und es wird von über 100.000 Spielerinnen in 550 Clubs gespielt, hauptsächlich in Irland, aber auch in Europa, Nordamerika, Asien und Ozeanien. Die jährliche „All Ireland Camogie Championship“ wird von Teams aus den 32 irischen Grafschaften und einigen ausländischen Teams ausgefochten. Die Meisterschaft zieht bis zu 35.000 Zuschauer an und wird vom irischen Fernsehen übertragen.